# Escorxador Municipal (Linyola)
L'Escorxador Municipal és una obra de Linyola (Pla d'Urgell) protegida com a Bé Cultural d'Interès Local.

## Descripció
L'escorxador municipal de Linyola és un edifici cantoner de planta rectangular. És una nau d'uns 195 m² aproximadament i la resta de solar quedava disponible per a noves ampliacions. Les aigües pluvials i les residuals de l'interior de l'escorxador, a través de desguassos, anaven a parar a la xarxa de clavegueram. L'edifici tenia una alçada de 5 metres a dos vessants i coronada amb coberta de fibrociment (uralita) sobre bigues de pi transversals d'est a oest i repenjades sobre una encavallada de fusta de pi amb tensor inferior per controlar-ne la flexió.
El material essencial va ser el maó. Al voltant de les parets, una sanefa de mosaic romà esmaltat s'intercalava entre sis finestres esglaonades i rematades, a la part superior, per unes petites arcades d'obra vista, i a la inferior, per uns trencaaigües de ceràmica esmaltada. Les finestres es van projectar per integrar vidres policromats.
La façana principal les finestres i la sanefa tenen el mateix estil, i els pilars que la conformen són d'obra vista, i entre els dos centrals, un portal escalonat i rematat per un arc d'obra vista dona pas al vestíbul, espai on hi ha els serveis i l'administració. En el projecte, al tancament del rebedor i a l'entrada al corral de bestiar s'hi incloïa la instal·lació de reixes de ferro forjat amb elements decoratius.
A la part superior, els quatre pilars estan units per unes cornises arquejades de pedra artificial, i als laterals trobem dues obertures ovalades i emmarcades amb la mateixa pedra. Damunt del vestíbul, i entre els dos pilars d'obra vista que estan rematats per dos pilanets decoratius i escalonats, trobem la part identitària de l'edifici amb el seu nom i data en castellà, tot fabricat amb ceràmica negra esmaltada i envoltada d'una motllura de ceràmica cuita. Al capdamunt de tot, un magnífic escut, de pedra artificial, culmina l'obra decorativa de l'escorxador.
La tipologia arquitectònica de l'escorxador, també es pot veire a cal Niubó, seu del Consell Comarcal del Pla d'Urgell, i el més semblant és el mercat del pla de Lleida i en obres de Puig i Cadafalch i de Domènech i Montaner.
(Text procedent de l'expedient BCIL)